# Burchala
Burchala (in lingua russa Бурхала) è un centro abitato dell'Oblast' di Magadan, situato nello Jagodninskij rajon.